# Joseph Mathieu
Joseph Mathieu (* 11. Oktober 1903 in Aachen; † 24. Dezember 1965 ebenda) war ein deutscher Ingenieur und Hochschullehrer. Er war Leiter des ersten Instituts für Arbeitswissenschaft an einer deutschen Technischen Hochschule.

## Leben
Joseph Mathieu promovierte 1930 an der Technischen Hochschule (TH) Aachen. Zum 1. März 1933 trat er der NSDAP bei. Nach Tätigkeiten in der Industrie wurde er 1943 Leiter des Instituts für Arbeitswissenschaft an der TH Aachen, dem ersten seiner Art an einer deutschen Technischen Hochschule. Im Jahr 1953 wurde er auf den Lehrstuhl für Arbeitswissenschaft der TH Aachen berufen. Im selben Jahr wurde er Gründungsdirektor des Forschungsinstituts für Rationalisierung. Er leitete beide Einrichtungen bis zu seinem Tod im Dezember 1965.
Joseph Mathieu war Mitglied des Vereins Deutscher Ingenieure (VDI) und Vorstandsmitglied des Aachener Bezirksvereins des VDI. Er war Vorsitzender der VDI-Hauptgruppe Berufs- und Standesfragen. Mathieu war Dekan seiner Fakultät und gehörte von 1961 bis 1964 dem Senat der TH Aachen an. Er war Vorstandsmitglied des REFA und berufener Gruppenleiter der Arbeitsgemeinschaft für Rationalisierung des Landes Nordrhein-Westfalen. Nach ihm ist die Mathieustraße in Aachen benannt.

## Schriften (Auswahl)
- Erziehung zum exakten optischen Auffassen und Einprägen nach der Poppelreuter'schen psychokritischen Methodik. Dissertationsschrift. J. A. Barth, Leipzig 1930.
- Möglichkeiten einer betrieblichen Eignungsuntersuchung. Lehrmittelzentrale der Deutschen Arbeitsfront, Berlin-Zehlendorf 1941.
- Arbeitszeitvergleich – Grundlagen, Methodik und praktische Durchführung. Erläutert an Untersuchungsbeispielen aus der Gesenkherstellung der Werkzeug- und Schneidwarenindustrie. Westdeutscher Verlag, Köln/Opladen 1955.
- Beitrag zur Rationalisierung handwerklicher Betriebe – Entwicklung einer Untersuchungsmethode, dargestellt am Beispiel des Schreinerhandwerks. Westdeutscher Verlag, Köln/Opladen 1963 (zusammen mit Kurt Gollnow).
- Die wirtschafts- und betriebswissenschaftliche Grundausbildung innerhalb der Fachrichtungen Maschinenbau und Verfahrenstechnik an Ingenieurschulen der Bundesrepublik Deutschland. Westdeutscher Verlag, Köln/Opladen 1965 (zusammen mit Carl Alexander Roos und Hans-Peter Sieper).